# 環境自然資源及水務署
環境自然資源及水務署（縮寫DEWNR）是南澳州政府部門。於2012年7月1日成立，前身為環境自然資源署。環境自然資源水務署專門負責南澳州的自然資源得到有效和可持續管理，同時改善州內自然環境的條件和適應能力。現任署長為貝翠珊（Sandy Pitcher），涉及本署的內閣司級官員共兩個職位。

## 內閣司級官員
目前，環境保護及可持續發展事務司、水務及美利河事務司、氣候轉變事務司三個職位均由高秀珊議員出任。

## 歷史

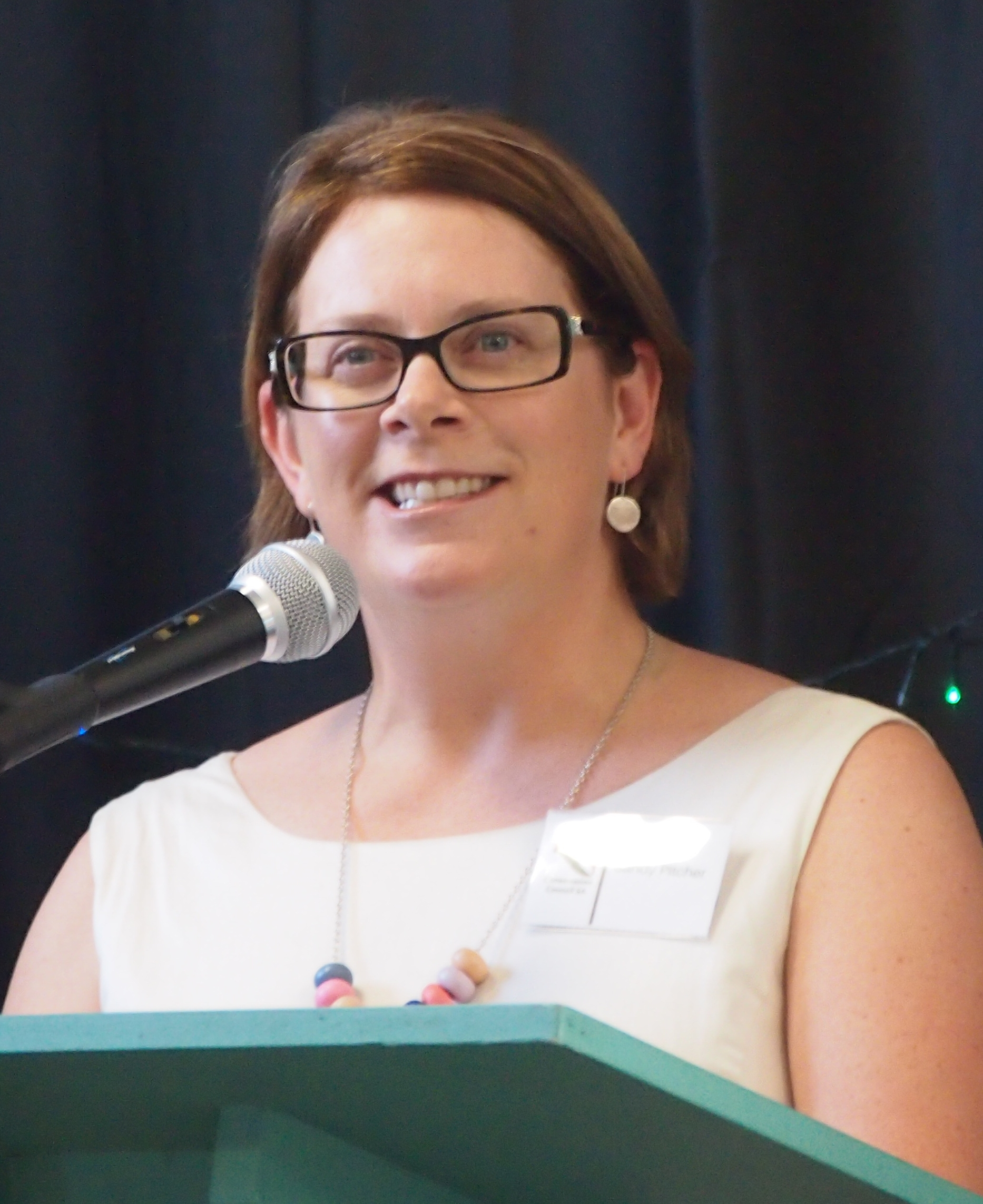
環境自然資源及水務署署長貝翠珊（Sandy Pitcher）主持南澳保育會2015年的頒奬晚會。

環境自然資源及水務署前身為環境及文化遺產署（Department of Environment and Heritage），其後更名為環境自然資源署（Department of Environment and Natural Resources）。最後在2012年7月1日改組，更為現名。

## 外部連結
- 環境自然資源及水務署 （页面存档备份，存于）－南澳州政府網站